# Mmopane
Mmopane è un villaggio del Botswana situato nel distretto di Kweneng, sottodistretto di Kweneng East. Il villaggio, secondo il censimento del 2011, conta 15.450 abitanti.

## Località
Nel territorio del villaggio sono presenti le seguenti 5 località:
- Dumadumane di 783 abitanti,
- Gaphatshwa di 412 abitanti,
- Marapo-a-Thutlwa di 93 abitanti,
- Mmopane Lands di 604 abitanti,
- Mononyane di 503 abitanti